# Sasha Chmelevski
Sasha Chmelevski (Newport Beach, California, 9 de junio de 1999) es un jugador profesional estadounidense de hockey sobre hielo que se desempeña en la posición de centro en San Jose Sharks, equipo de la National Hockey League (NHL).

## Carrera
Fue seleccionado en la sexta ronda en la NHL Entry Draft de 2017. En 2020 hizo su debut profesional con el equipo San Jose Sharks, donde lleva jugando dos temporadas.